# Francesco Pastura

Copertina libro Le lettere di Bellini di F. Pastura, collezione Francesco Paolo Frontini

Francesco Pastura (Catania, 16 agosto 1905 – Catania, 26 luglio 1968) è stato un critico musicale e compositore italiano.

## Biografia
Inizialmente studiò prima presso il Conservatorio di S. Pietro a Majella, poi a Palermo presso il Conservatorio di musica Vincenzo Bellini, dove conseguì il 31 ottobre 1932 il diploma di «Licenza Superiore del Corso di Composizione» sotto la guida di Antonio Savasta.
Durante la sua vita Pastura non ebbe particolare fama dall'attività di compositore; la conoscenza della musica gli fu da supporto nella sua attività di studioso e di critico musicale; uno degli aspetti più evidenti della sua personalità fu quello di essere un nostalgico conservatore del lirismo tonale, la fraterna amicizia con il Maestro Francesco Paolo Frontini lo portò a quella attenzione verso il canto popolare, impegnandolo come autore di alcune raccolte di canti come, Mandrerosse. Paesaggi uomini e canti di Libertinia, pubblicata nel 1939 (illustrazioni di Roberto Rimini), trenta canzoni popolari siciliane tra cui la famosa Ciuri, ciuri, ripresa e rimaneggiata dalla prima versione del 1883 di Frontini.
Pastura sembra aver sufficientemente chiare le prospettive del suo lavoro futuro, l'insegnamento, l'attività giornalistica, la ricerca, lo studio per la tradizione musicale popolare. 
Insegna privatamente solfeggio, armonia e storia della musica. Nel 1931 è insegnante di armonia complementare presso l'Istituto dei Ciechi di Palermo.
Dal 1934 è critico musicale de «Il popolo di Sicilia», e comincia a  concretizzare i suoi interessi di ricerca verso i manoscritti belliniani. Tiene numerose conferenze, lezioni, commemorazioni, e nel 1935, in pieno anniversario belliniano, pubblica Le lettere di Bellini (1818-1835) ed Era felice un dì, "arietta inedita di Vincenzo Bellini" (in realtà una versione autografa di un'aria tratta dall'Andronico di Saverio Mercadante).
Vincitore di concorso, nel 1938-39 insegna teoria e solfeggio nella Scuola di Musica dell'Ospizio di beneficenza di Catania. Egli si impegna anche, pur avendo a disposizione mezzi economici modestissimi, nel lavoro di costruzione della nascente biblioteca, con la funzione di «Incaricato bibliotecario».
Nel 1950, a seguito della morte di Benedetto Condorelli, primo direttore del Museo Belliniano, Pastura fu chiamato a sostituirlo, un articolo pubblicato dal "Giornale dell'isola" (1º giugno 1950) lo definiva il più catanese dei maestri di musica, il più belliniano dei cultori del 'mito' belliniano, il più sentimentale e fra più preparati musicisti etnei.
Nel 1959 esce il libro della sua vita al quale aveva lungamente lavorato: Bellini, secondo la Storia.
All'ambito del suo lavoro didattico appartengono le Tesi di storia della Musica, 1952, rielaborazione di una precedente pubblicazione del 1937.
Nell'ultimo decennio della sua attività (1958-1968) prosegue sempre intensamente l'impegno giornalistico e di ricerca.
Nel 1968, l'anno della sua morte, viene pubblicato a Catania il suo ultimo libro: Secoli di musica catanese. Dall'«Odeon» al «Bellini».

## Opere
- Le lettere di Bellini (1819-1835), Catania, Editoriale siciliana tipografica 1935.
- Era felice un dì, arietta inedita di Vincenzo Bellini (in realtà una variazione belliniana su un'aria di Saverio Mercadante), Milano, Ricordi 1935.
- Canti religiosi del popolo Siciliano (con testo dialettale ed italiano) / raccolti e armonizzati da Francesco Paolo Frontini; Con note illustrative di Francesco Pastura Milano-Carisch S. A., 1938.
- Mandrerosse. Paesaggi uomini e canti di Libertinia, 1939 (illustrazioni di Roberto Rimini), trenta canzoni popolari siciliane.
- 30 canzoni popolaresche siciliane di vari autori, Firenze, A Cura Dell'ispettorato O. N. D. Per La Xv Zona, Stamp. G. E P. Mignani, 1940.
- Bellini secondo la storia, Parma, Guanda, stampa 1959.
- Secoli di musica catanese: dall'Odeon al Bellini, Catania, N. Giannotta, 1968.